# Марияхиссен
Марияхиссен (швед. Mariahissen — лифт Марии) — здание в столице Шведского королевства Стокгольме, на северном берегу острова Сёдермальм. Памятник архитектуры конца XIX века, формирующий вместе с домом Карла Лаурина узнаваемую «открыточную» панораму, открывающуюся от Старого города на юг через Риддарфьорден.
Жилое и офисное здание построено в 1885—1887 годах по проекту шведского архитектора Густава Даля. В здании располагался общественный лифт, соединяющий набережную Сёдер Меларстранд и пристань, где отправлялись пароходы в Старый город, с районом Мариябергет на возвышенной части острова Сёдермальм. Отвесный берег не давал возможности поставить здесь отдельно стоящее сооружение, для постройки здания и лифта в скальной породе была сделана выемка. Фактически, на уровне первых трёх этажей тыльной стеной здания является скала. Для устройства ниши вынули, взорвав динамитом, около 22 500 кубических метров камня.
Представительное здание из красного кирпича на металлическом каркасе оформлено в стиле неоготики — со стрельчатыми окнами и остроконечными башенками. Аркада первого этажа поддерживается чугунными колоннами с пышными капителями. В здании было устроено центральное отопление и электрическое освещение на более чем 200 лампочек, запитанное от собственной паровой динамо-машины.
Лифтовое оборудование изготовили в механических мастерских братьев Болиндеров. Два пассажирских лифта, вмещавших по 15 человек каждый, поднимались на высоту 28 метров со скоростью 0,5 метров в секунду. Также было два грузовых лифта грузоподъёмностью 1275 и 640 килограммов. Верхняя площадка пассажирских лифтов находится позади центральной башни, она соединена металлическим мостиком с улицами Тавастгатан и Бастугатан, а также с соседним зданием. Металлические конструкции башни и пешеходного моста изготовлены в мастерских AB Atlas в районе Вазастана; по городской легенде, перед открытием прочность моста испытывали заключённые работного дома Дильстрёмс.
В первые годы общественный лифт пользовался большой популярностью, перевозя ежедневно до трёх тысяч человек, плативших по 3 эре за подъём или спуск. Однако с развитием общественного транспорта востребованность его стала падать. К 1930-м годам Марияхиссен транспортировал в день лишь несколько десятков пассажиров. 8 августа 1937 года лифтовое сообщение было прекращено. Здание постепенно приходило в упадок и одно время было даже под угрозой сноса. В 1961 году его приобрели городские власти Стокгольма и отреставрировали по проекту архитектора Суне Мальмквиста. В настоящее время лифт функционирует, но может использоваться только посетителями здания.